# 黄旗堡镇
黄旗堡镇是中国山东省潍坊市坊子区下辖的一个镇。

## 行政区划
黄旗堡镇下辖东安泰村、西安泰村、颜家村、柏台村、黄旗堡村、夹河村、安丘庄子村、乙甲村、花坞村、狮子口村、于家村、田家村、田东村、贺家村、杞东村、杞西村、城后村、周家庄子村、东门口村、杨家街村、张家庄村、城里村、东村、西村、官庄村、新村、刘石桥村、田石桥村、王石桥村、前车埠村、东车埠村、王车埠村、禹车埠村、麦埠子村、小桃村、南新村、大桃村、北新庄村、东楼村、东庄村、高东村、高西村、半截楼村、付家庄科村、大庄科村、小庄科村、逄王一村、逄王二村、逄王三村、逄王四村。